# Дольф, Джон Генри
Джон Генри Дольф (англ. John Henry Dolph; 18 апреля 1835[…], Форт-Анн, Нью-Йорк — 28 сентября 1903, Нью-Йорк, Нью-Йорк) — американский художник-анималист.

## Биография
Родился в 1835 году в небольшом городе в штате Нью-Йорк. В 1841 году его отец, Осмонд Дольф, перевёз семью в штат Огайо. Восемь лет спустя, в Колумбусе, столице штата, Джон Дольф поступил в ученики к местному художнику-ремесленнику, который специализировался на росписи экипажей. Осознав, что способен на большее, Дольф в 1855 году переехал в Кливленд, а затем в Детройт, где работал в качестве художника-портретиста.
В 1864 году он переехал в Нью-Йорк, где создавал портреты и пейзажи. Осознавая несовершенство своего стиля, Дольф на заработанные деньги в 1870 году отправился в Европу, в Антверпен (Бельгия), где три года учился в местной Академии художеств. В 1880-82 годах он также учился живописи в Париже.
Вернувшись после этого в США, Дольф решил сосредоточиться на анималистической живописи, в первую очередь на изображении домашних животных — кошек и собак. Работы Дольфа пользовались спросом, а самого художника называли «американским Ландсиром». Ещё в 1877 году он был избран членом-корреспондентом Национальной академии дизайна, а в 1898 году стал академиком (действительным членом). Вплоть до 1900 года Дольф ежегодно выставлял свои работы на выставках академии.
Скончался в Нью-Йорке в 1903 году.

## Галерея

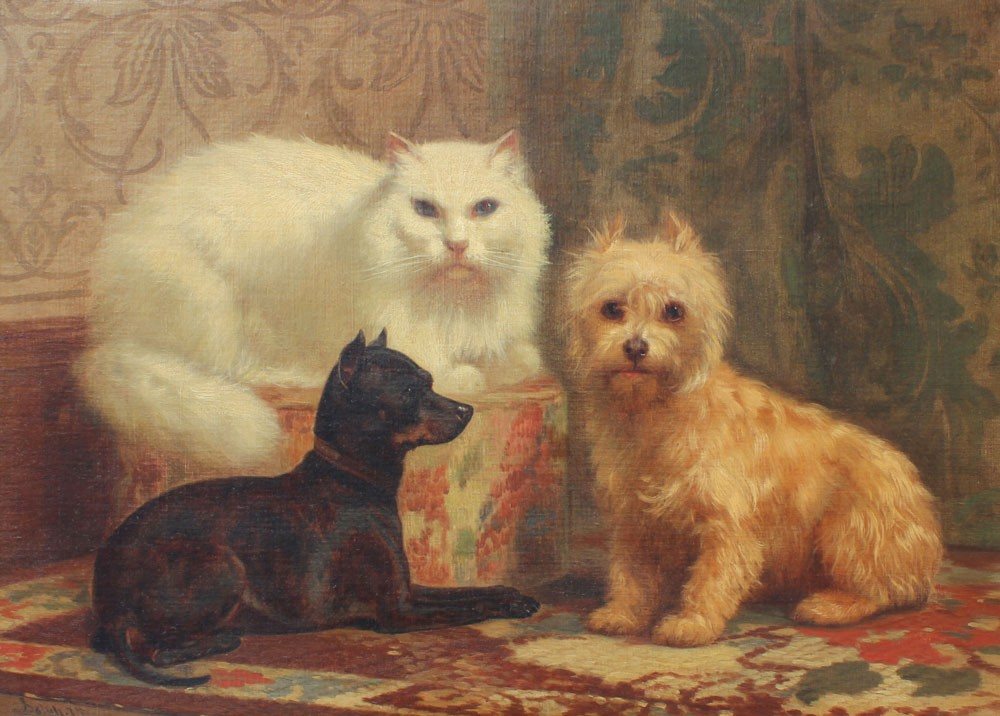
Персидская кошка и две собаки
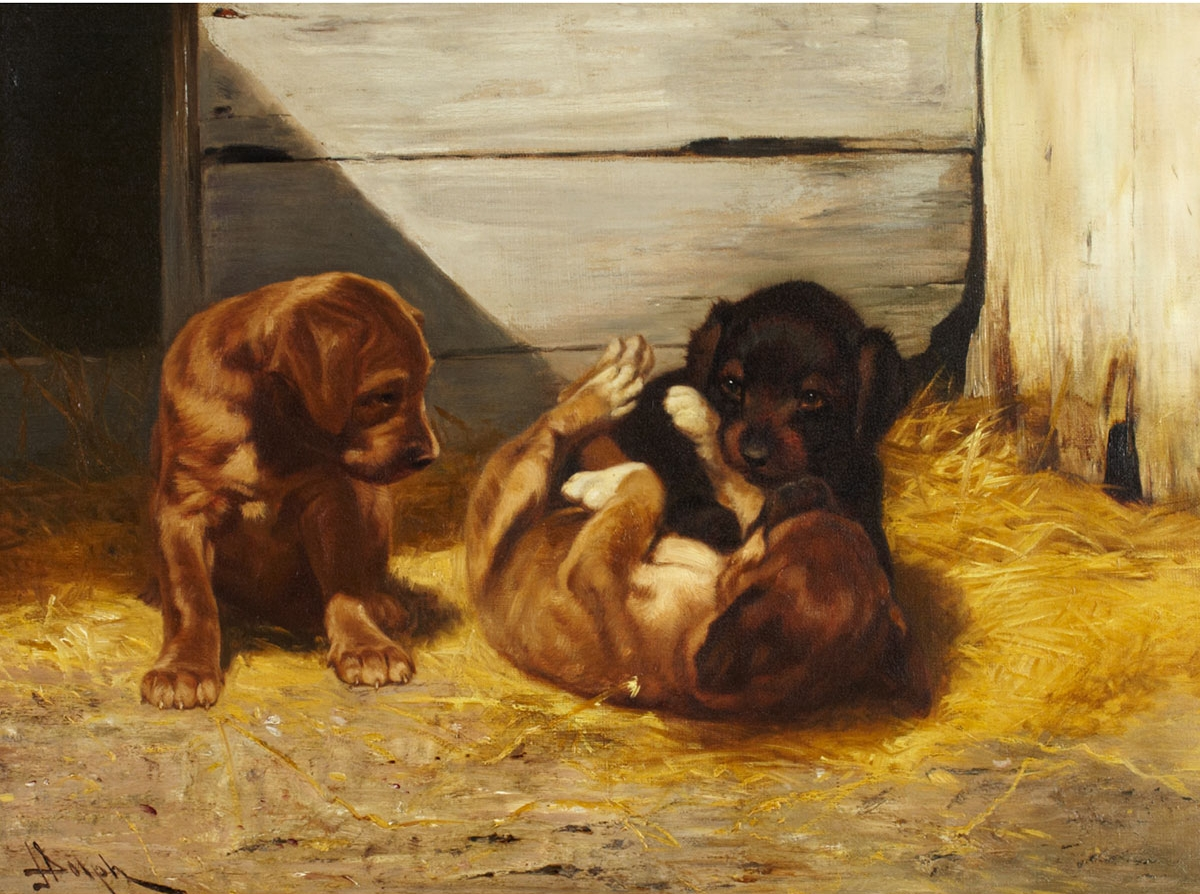
Щенки в амбаре
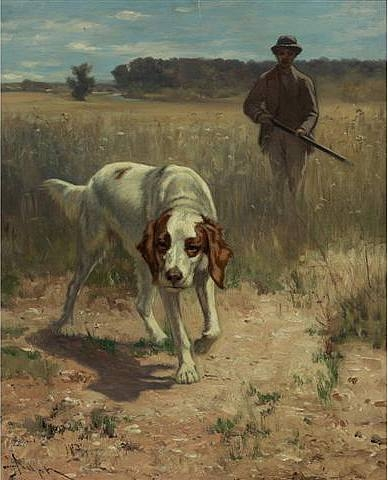
Охота на перепёлок
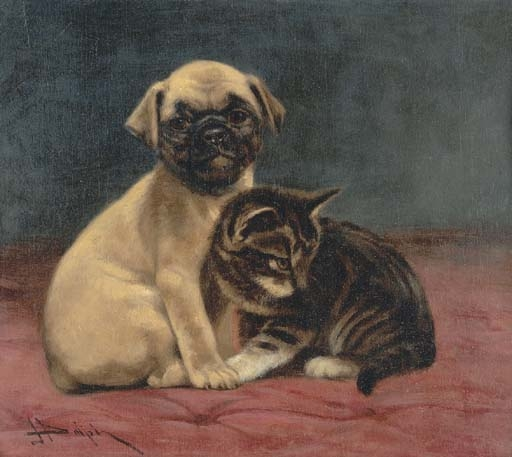
Безопасное убежище
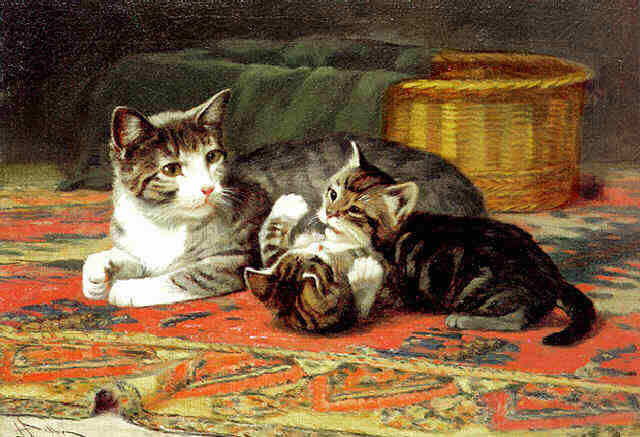
Кошка с котятами
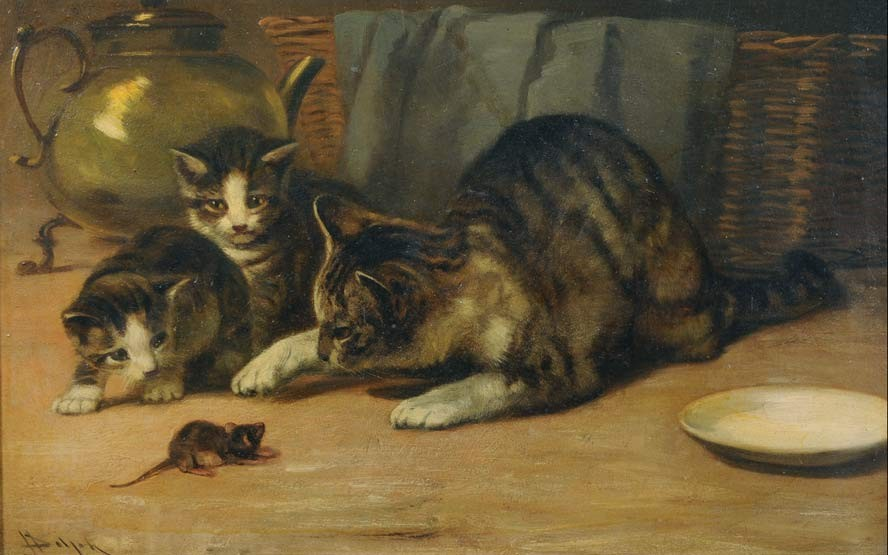
Кошка, котята и мышь
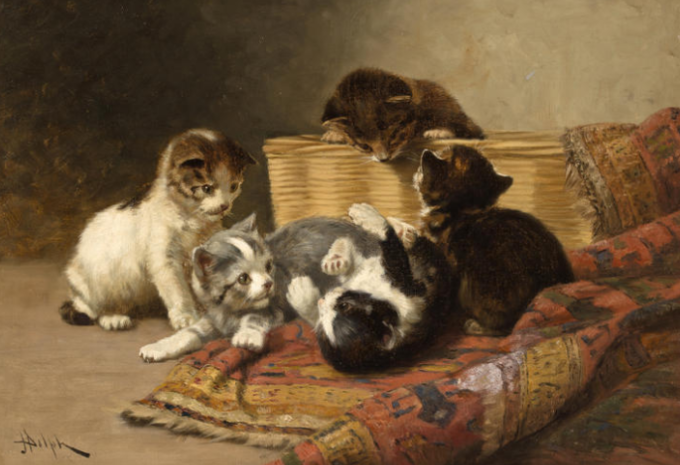
Играющие котята
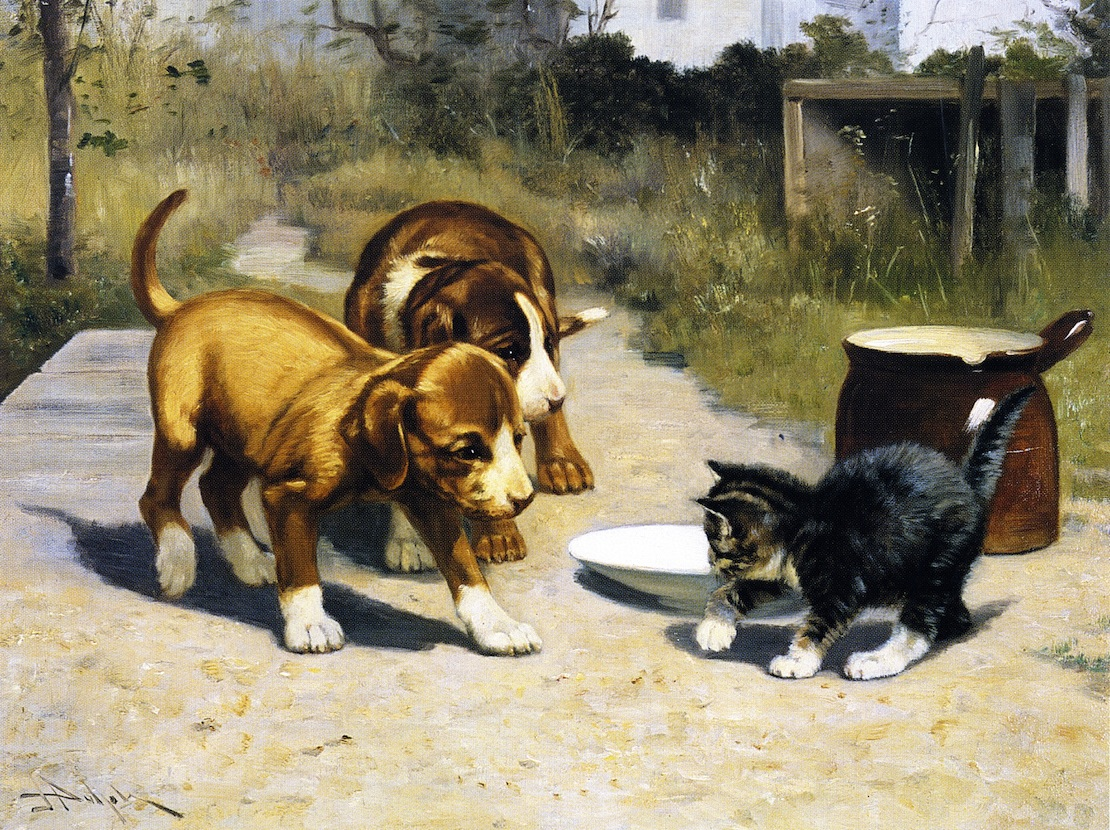
Храбрость — половина победы